# Liberty (Kentucky)
Liberty is een plaats (city) in de Amerikaanse staat Kentucky, en valt bestuurlijk gezien onder Casey County.

## Demografie
Bij de volkstelling in 2000 werd het aantal inwoners vastgesteld op 1850.

## Geografie
Volgens het United States Census Bureau beslaat de plaats een oppervlakte van
4,5 km², geheel bestaande uit land.

## Plaatsen in de nabije omgeving
De onderstaande figuur toont nabijgelegen plaatsen in een straal van 36 km rond Liberty.